# Peter Glodek
Peter Glodek (* 16. Dezember 1934 in Bütow, Mecklenburg; † 22. Februar 2024 in Mainz) war ein deutscher Agrarwissenschaftler; er war Professor für Tierzucht und Tierhaltung an der Universität Göttingen.

## Leben und Wirken
Nach dem Abitur 1954 in Neustrelitz studierte er an der Humboldt-Universität Landwirtschaft, absolvierte dabei das praktische 2. Jahr im Versuchsgut Paulinenaue der Deutschen Akademie der Landwirtschaftswissenschaften (DAL) in Berlin, wechselte 1958 nach Niedersachsen und setzte nach weiterer praktischer Ausbildung mit Erwerb des Gehilfenbriefes das Studium an der Georg-August-Universität Göttingen fort. 1960 legte er hier das Examen als Diplomlandwirt ab.
Es folgte die Anstellung als wissenschaftliche Hilfskraft am Institut für Tierzucht und Haustiergenetik bei Fritz Haring. Zur Vorbereitung seiner Dissertation sammelte Glodek Material bei den wichtigsten westdeutschen Schweinezuchtverbänden von Kiel bis Forchheim und untersuchte den Einfluss der Holländischen veredelten Landschweine auf die Zucht des Deutschen Fleischschweines. Damit promovierte er 1962 an der Universität Göttingen zum Dr. agr. Es schloss sich die Ausbildung als Tierzuchtreferendar im Bereich der Landwirtschaftskammer Hannover und 1963 die Prüfung als Assessor in Niedersachsen an.
In der folgenden Zeit als Wissenschaftlicher Mitarbeiter am Göttinger Tierzuchtinstitut nutzte er Aufenthalte an damals führenden ausländischen Einrichtungen: so 1964/65 am Institute of Animal Genetics der Animal Breeding Research Organisation in Edinburgh mit vertiefenden Studien auf dem Gebiet der Populationsgenetik und 1967/68 am Department of Animal Science der University of Minnesota als einem bedeutenden Zentrum der Heterosisforschung. 1970 habilitierte sich Glodek in Göttingen, erhielt hier – in der Nachfolge von Prof. Ruth Gruhn – 1971 zunächst eine C3-, 1973 eine ordentliche Professur für Haustiergenetik und wurde nun Direktor des Instituts für Tierzucht und Haustiergenetik. Die Geschäftsführung des Instituts wechselte mit den Kollegen Diedrich Smidt bzw. danach mit Hans-Jürgen Langholz. Glodek war über 30 Jahre ein gefragter und anerkannter Göttinger Hochschullehrer und wurde zum April 2000 emeritiert. Er lebte zuletzt in Mainz.

## Würdigung
Glodek hat große Verdienste mit seinen Untersuchungen bei den Tierarten Rind und Pferd, vor allem aber beim Schwein erworben. Hier betrifft das die Arbeiten zur weiteren Entwicklung der Leistungsprüfungen und Zuchtwertschätzung sowie der züchterischen Möglichkeiten zur wirtschaftlichen Verbesserung der Schweinefleischerzeugung, der Fleischbeschaffenheit, der Stressempfindlichkeit und zuchtmethodischer Forschungsprojekte. Bei allen diesen oft der Zeit vorausschauenden Arbeiten strebte er eine schnelle Überführung seiner Ergebnisse in die züchterische Praxis an. Damit hat er in über 30 Jahren seines Schaffens wesentlich zur Fortsetzung der „Tierzuchtschmiede“ Göttingen beigetragen.

## Arbeitsschwerpunkte und Leistungen
- Einfluss der Holländische Landrasse auf die Umzüchtung des Deutschen veredelten Landschweines zum Fleischschwein in Deutschland
- Quantitative Genetik und Heterosisforschung
- Entwicklung und Nutzung einer Sauenanlage zur Durchführung und Prüfung von Zuchtexperimenten
- Wissenschaftliche Entwicklung und Begleitung bei der Überführung von Kreuzungsprogrammen in der Schweinezucht Westdeutschlands
- Entwicklung der Grundsätze zur Bildung von Selektionsindices in der Schweinezucht, deren Grundsätze über 20 Jahre in den Zuchtorganisationen angewandt wurden
- Wissenschaftliche Vorbereitung und Begleitung des Bundeshybridzuchtprogrammes, das sich zum größten deutschen Schweinezuchtunternehmen entwickelt hat und nach 45 Jahren einen maßgeblichen Anteil am Markt hat
- Überprüfung und Weiterentwicklung der Methodik und Auswertung der Leistungsprüfung und Zuchtwertschätzung
- Auswahl von Sattelschweinebern für die Gewinnung von Tiefgefriersperma als eine Maßnahme zur Erhaltung einer vom Aussterben bedrohten Rasse
- Fundierte Ausbildung von Diplomlandwirten für Tierzuchtorganisationen, Verwaltung und Beratung
- Gutachter bei der Anerkennung des Zuchtunternehmens Pig Deutschland GmbH
- Betreuung von 121 Diplomarbeiten, 86 Dissertationen und 5 Habilitationen
- Veröffentlichung von mehr als 230 Publikationen in wissenschaftlichen und praxisorientierten Zeitschriften
- Herausgeber des Fachbuches „Schweinezucht“ (Schriftenreihe des Ulmer-Verlages)
- Übersetzer des Fachbuches „Einführung in die quantitative Genetik“ von Falconer
- Buchbeiträge in Tierzüchtungslehre v. Kräußlich, „Handbuch Pferde“ und „Pferdezucht und Pferdefütterung“

## Publikationen (Auswahl)
- Die Züchtung eines Deutschen Fleischschweines unter dem Einfluß Holländischer veredelter Landschweine <Nederlands Landvarken>. Diss. Univ. Göttingen, 1962, 82 S.
- Über ein unter praktischen Verhältnissen anwendbares Verfahren zur Abschätzung des Fleischbildungsvermögens lebender Schweine mit Ultraschall. In: Zkde., 36, 1964, S. 356–370.
- Konstruktion und Eigenschaften von Selektionsindices für mehrere Merkmale und Informationsquellen, diskutiert am Beispiel eines Indexes zur Selektion von Jungebern. Habil.-Schr., Univ. Göttingen, 1970, 128 S.
- Das Göttinger Miniaturschwein. Hrsg. von Peter Glodek und Benno Oldigs. Berlin u. Hamburg: Parey, 1981, 189 S.
- Einführung in die quantitative Genetik. Von Douglas S. Falconer, aus dem Engl. von Peter Glodek, Stuttgart: Ulmer, 1984, 472 S.
- Schweinezucht: Grundlagen der Schweineproduktion. Hrsg. von Peter Glodek, Stuttgart: Ulmer, 9. völlig neubearb. Aufl., 1992, 359 S.
- Tierzüchtungslehre. Hrsg. Horst Kräußlich, Teil: Genetik quantitativer Merkmale. Ulmer, Stuttgart 1994.
- Wissenschaftliches Kolloquium Nutztierzüchtung im Wandel der Zeit anlässlich der Emeritierung von Prof. Dr. Peter Glodek, Professor für Haustiergenetik am Institut für Tierzucht und Haustiergenetik der Georg-August-Univ. Göttingen: 9. Dezember 2002, Göttingen: Cuvillier, 2004, 106 S.

## Funktionen und Mitgliedschaften
- Acht Jahre geschäftsführender Direktor des Instituts für Tierzucht und Haustiergenetik der Georg-August-Universität Göttingen
- 1991/92 Dekan der Landw. Fakultät der Univ. Göttingen
- langjähr. Mitglied des „Ausschusses für genetisch-statistische Methoden in der Tierzucht“  der Deutschen Gesellschaft für Züchtungskunde (DGfZ)
- 1990–1998 Vorsitzender desselben
- langjähriges Mitglied im Redaktionsbeirat der Fachzeitschrift „Züchtungskunde“
- Deutscher Koordinator und bis Sommer 2000 Vizepräsident der Schweinekommission der Europäischen Vereinigung für Tierproduktion (EVT)
- Sprecher der deutschen Delegation der Pig Commission der EVT
- Fachgutachter für Tierzucht und Tierhaltung in der Deutschen Forschungsgemeinschaft (DFG)
- Vorsitzender bzw. stellv. Vorsitzender des Fachausschusses Landwirtschaft und Gartenbau der DFG
- Mitglied der Prüfungsgruppe des Schwerpunktprogramms Genomanalyse und Genomtransfer beim Nutztier der DFG
- Kurator der Bundesforschungsanstalt für Landwirtschaft (FAL)
- Mitglied des wiss. Beirates der Gesellschaft für wiss. Datenverarbeitung
- Mitarbeit im wiss. Beirat des Forschungsinstituts für die Biologie landw. Nutztiere Dummerstorf b. Rostock
- Mitglied der Redaktion des „Archiv für Tierzucht“ Dummerstorf

## Ehrungen und Auszeichnungen
- 2000 Hermann-von-Nathusius-Medaille der Deutschen Gesellschaft für Züchtungskunde (DGfZ, am 18. September 2000 in Neumünster)
- Ehrennadel des Zentralverbandes der Deutschen Schweineproduktion (ZDS) in Gold
- Distinguished Service Medal der Europäischen Vereinigung für Tierzucht (EVT)
- 2002 Justus-von-Liebig Preis der Alfred-Töpfer-Stiftung (Hamburg),